# Monte Estância
Monte Estância és un muntanya a la part sud-oriental de l'illa de Boa Vista a Cap Verd. La seva elevació és de 387 m i és el punt més alt de l'illa. Es troba a 23 km al sud-oest de la capital de l'illa Sal Rei i no gaire lluny de João Barrosa. L'Oceà Atlàntic és aproximadament a 4 quilòmetres al sud-est. La muntanya és totalment d'origen volcànic. Gairebé tota la zona de muntanya no té vegetació, és considerat com a "icona de camp" de l'illa i és visible en gran part de l'illa.
Forma part d'un espai natural protegit a Cap Verd sota l'estatut de monument natural, raó per la qual es descriuen les característiques geològiques i geomorfològiques. També protegeix les plantes i flors endèmiques notables i aus en perill d'extinció. L'àrea protegida cobreix 736 ha i té és 10,947 km de llarg.